# Tang (marque)
Pour les articles homonymes, voir Tang.
Tang est une boisson sucrée lyophilisée, au goût de fruit et non gazeuse originaire des États-Unis.

## Histoire

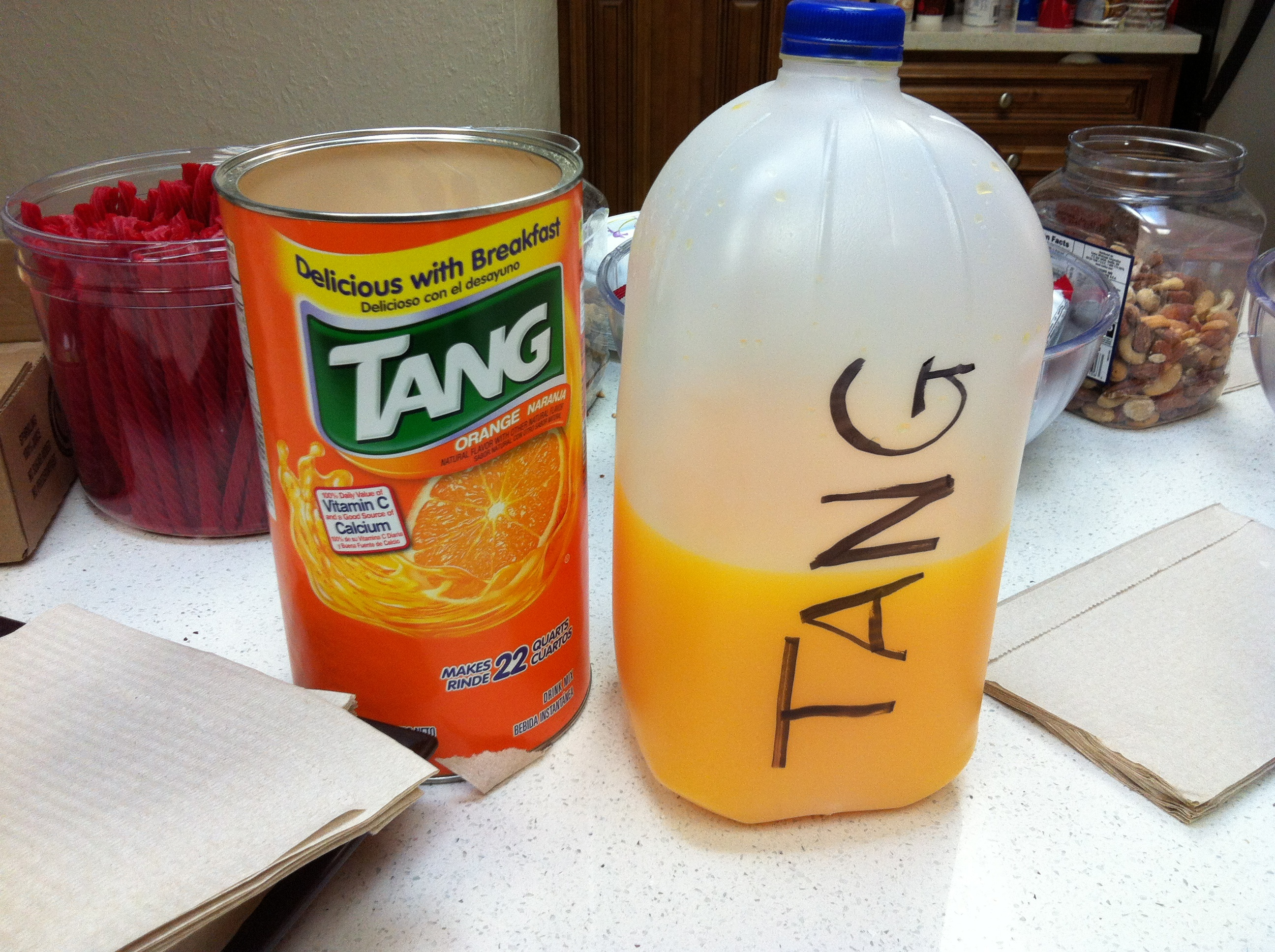
Boisson reconstituée dans le bidon à droite.

La boisson se présente sous la forme d'une poudre à mélanger avec une certaine quantité d'eau pour préparer une boisson. Le Tang originel à l'orange a été créé par la compagnie General Foods en 1957 et vendu pour la première fois (sous forme lyophilisée) en 1959 (dans les années 1970 en France). Cette boisson « au goût de fruits » a cependant la particularité de ne contenir aucun fruit.
Le produit était initialement dédié au petit déjeuner mais les ventes stagnèrent jusqu'à ce que la NASA l'utilise dans le programme de ses vols spatiaux habités Gemini en 1965 : il s'agissait de donner meilleur goût à l'eau recyclée par le système de survie de la capsule et destinée à être bue par les astronautes. Cette utilisation fut le sujet de beaucoup de publicité. Depuis, le Tang est associé aux programmes de vols habités américains,.
En France, il y avait dans les années 1990, des machines automatiques à boissons (café ou thé soluble) qui proposaient également des gobelets préremplis de poudre Tang aux parfums orange, citron ou pêche/abricot. La boisson Tang n'y est plus vendue depuis le début des années 1990 mais on en trouve encore dans plusieurs pays dont les États-Unis, le Mexique, le Canada, l'Espagne, le Portugal, la Grèce, le Brésil, le Maroc, les Émirats arabes unis, la Turquie, l'Inde ou l'Ouganda. Son retour a été annoncé en France à partir de 2017, commercialisée par la société Triomphe Snat.
La marque Tang appartient à la firme américaine Mondelez International, basée à Chicago. La boisson est disponible dans 38 parfums différents.